# Louis-Philippe de Villers-la-Faye
Louis-Philippe de Villers-la-Faye, comte de Saint-Pierre de Mâcon, né le 7 mars 1749 à Clomot en Côte-d'Or et mort à L'Isle-Adam le 1er mai 1822, est un prêtre catholique ayant quitte l'état clérical et un homme politique français.

## Biographie
Il entre dans les ordres en 1782, sans enthousiasme, car on ne lui laisse pas le choix : il est issu d'une famille nombreuse et c'est la seule position qu'on lui offre. Jusqu'en 1790 il est Maître de l'Oratoire du comte d'Artois, (futur Charles X), avec lequel il a de courtoises relations. 
Sous la Révolution, il est obligé d'émigrer et il en profite pour quitter l'état clérical sans regret pour l'état ecclésiastique. À son retour, il réussit à récupérer ses biens confisqués sous la Révolution par une faveur du ministre de la justice. Mais comme il est devenu persona non grata à Mâcon, il s'installe à l'Isle-Adam où il achète le 8 juin 1810 une propriété voisine du domaine de Cassan, au 11 bis Grande rue de Nogent. Il y rencontre le comte Michel Regnaud de Saint-Jean d'Angély, alors propriétaire de l'abbaye du Val, qui lui accorde son soutien politique. C'est d'ailleurs grâce à lui que Villers-la-Faye est nommé maire de L'Isle-Adam en 1813, fonction qu'il occupe jusqu’en 1815, puis  de 1816 à 1821.
En  août 1817, Louis-Philippe de Villers-la-Faye reçoit le jeune Balzac qui cite L'Isle-Adam dans de nombreuses œuvres de la Comédie humaine et qui y revient régulièrement jusqu’à la mort de Villers-la-Faye.
La propriété de Louis-Philippe de Villers-la-Faye se trouvait à 11 bis de la rue de Nogent.
Il existe en Côte-d'Or un domaine vinicole portant le nom de Château de Villers La Faye ainsi qu'une ville du même nom : Villers-la-Faye.